# Ландрас

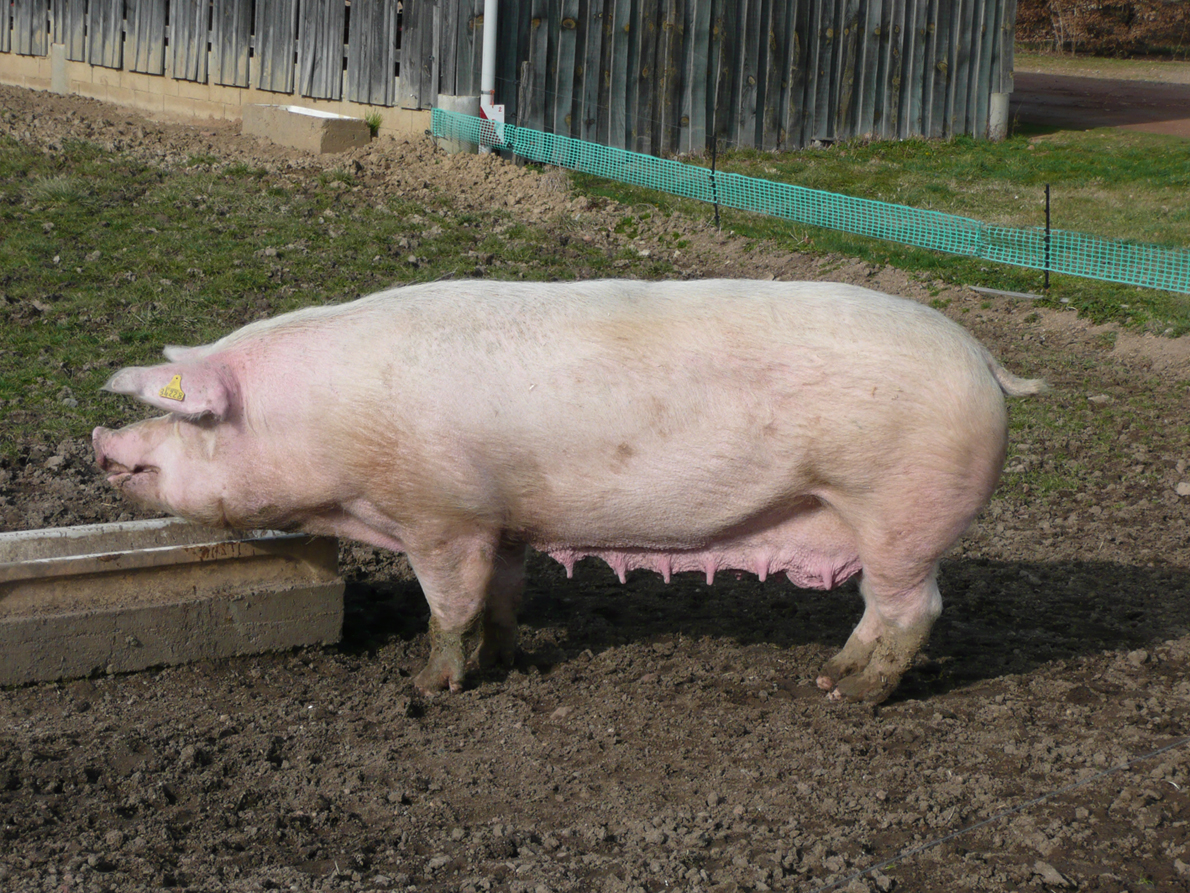
Свиноматка породи Ландрас

Ландрас — перша спеціалізована порода свиней беконного типу. Виведена в Данії в результаті схрещування місцевої данської свині з великою білою породою в умовах повноцінної годівлі і насичення раціону білком тваринного походження. При цьому проводився тривалий добір і підбір помісей за скоростиглістю, витратою кормів на одиницю продукції та м'ясними якостями. Першого представника цієї породи отримали у 1907 році. В Україну ландраси завезені з Канади, Швеції, Англії і племінних господарств Російської Федерації та Латвії.

## Особливості породи
Свині породи ландрас білої масті, крупні на зріст, довгі (окремі кнури досягають довжини 2 м), з великими звислими на очі вухами. Голова легка, шкіра тонка, окости глибокі й добре виповнені, груди вузькуваті, ноги сухі, міцні. Туші - з високим вмістом пісного м'яса і тонким шаром підшкірного жиру. При майже однакових репродуктивних якостях з тваринами великої білої породи та деяких інших порід від ландраса при відгодівлі до 100 кг отримують туші з великим (на 2-5 %) вмістом пісного м'яса і дещо меншою товщиною підшкірного жиру. Тулуб у них розтягнутий, окіст широкий, плоский; шкіра тонка, щетина біла, рідка.
Внаслідок спеціалізації породи м'ясних якостей ландраси, особливо підсисні матки і ремонтний молодняк, вимогливі до умов зовнішнього середовища. За незадовільної годівлі і утримання у свиноматок знижується заплідненість, багатоплідність, а у молодняку втрачаються скороспілість і м'ясні якості. Кнури цієї породи в Україні мають середню масу 308 кг при довжині тулуба 184 см, свиноматки, відповідно, — 230 кг і 165 см; багатоплідність маток становить 10,5-11,0 поросят на опорос при живій масі гнізда в 2 міс. 170-216 кг; середньодобові прирости молодняку на контрольній відгодівлі — 700-750 г, оплата корму 3,5-3,8 к. од. і вихід м'яса в туші 58-60 %. Порода ландрас є однією з провідних батьківських форм і широко використовується в обласних системах схрещування і гібридизації. Кнурів цієї породи поєднують практично з усіма материнськими формами — породами великою білою, українською степовою білою, миргородською, українською степовою рябою, великою чорною. Це дає змогу поліпшити відгодівельні і м'ясні якості помісного та гібридного молодняку на 8-15 %.